# Guze
Guze war ein Volumenmaß für Flüssigkeiten auf Zypern.
- 1 Guze = 0,6509 Liter
- 16 Guze = 1 Carica = 64 Boccali/Boccalli = 525 Pariser Kubikzoll = 10,414 Liter[1]